# Dominik Livaković
Dominik Livaković (Zára, 1995. január 9. –) világbajnoki ezüst és bronzérmes horvát válogatott labdarúgó, a Fenerbahçe kapusa. 

## Pályafutása

### Klubcsapatokban
Az NK Zagreb csapatában mutatkozott be a 2012–13-as szezonban. Első mérkőzését felnőtt szinten 2012. augusztus 31-én játszotta egy HNK Cibalia elleni bajnoki alkalmával. Rövidesen a klub első számú kapusa lett. Négy szezon alatt összesen 104 alkalommal védte az NK Zagreb kapuját. 2016-ban a Dinamo Zagreb igazolta le. Új csapatában egy Hajduk Split elleni bajnokin védett először, ami gól nélküli döntetlennel zárult. 2023. augusztus 24-én átigazolt a török Fenerbahçe csapatába.

### A válogatottban
2014 és 2016 között 15 alkalommal lépett pályára a horvát U21-es válogatottban. A horvát válogatottban 2017-ben mutatkozhatott be. Nevezték a 2018-as világbajnokságon részt vevő válogatott 23-as keretébe, tagja volt annak a csapatnak, amely ezüstérmet szerzett.
2022. december 5-én, a 2022-es labdarúgó-világbajnokságon a Japán elleni nyolcaddöntő mérkőzésén őt választották a meccs legjobbjának, miután három büntetőt is kivédett, és ezzel hozzásegítette csapatát a negyeddöntőbe jutásban. A negyeddöntőben a Brazília elleni összecsapáson újra szenzációsan védett, a hosszabbítás utáni szétlövésben újabb büntetőt hárított, ezzel segített Horvátországot az elődöntőbe. A teljesítményével újra kiérdemelte a meccs embere díját, valamint a L'Équipe ritka 10/10-es értékelését, amivel a magazin történetének 15. játékosa lett, aki ebben az elismerésben részesült. 2024. május 20-án bekerült Zlatko Dalić szövetségi kapitány a 2024-es labdarúgó-Európa-bajnokságra készülő 26 fős keretébe.

## Statisztika

### A válogatottban
2024. március 26-án lett frissítve.
| Horvátország | Horvátország    | Horvátország |
| Év           | Pályára lépések | Gól          |
| ------------ | --------------- | ------------ |
| 2017         | 1               | 0            |
| 2018         | 2               | 0            |
| 2019         | 6               | 0            |
| 2020         | 7               | 0            |
| 2021         | 12              | 0            |
| 2022         | 13              | 0            |
| 2023         | 10              | 0            |
| 2024         | 1               | 0            |
| Összesen     | 52              | 0            |

## Sikerei, díjai

### Klubcsapatokkal
NK Zagreb
- Druga HNL: 2013–14

 Dinamo Zagreb
- Prva HNL (6): 2017–18, 2018–19, 2019–20, 2020–21, 2021–22, 2022–23
- Horvát kupa (3): 2016–17, 2017–18, 2020–21
- Horvát szuperkupa (3): 2019, 2022, 2023